# Un cri dans la nuit (film, 1988)
Cet article concerne le film de Fred Schepisi. Pour le roman policier de Mary Higgins Clark, voir Un cri dans la nuit. Pour l’épisode de la série Inspecteur Barnaby, voir Un cri dans la nuit (Inspecteur Barnaby). Pour le roman de José de Bérys de 1935, voir José de Bérys#Bibliographie sélective.
Pour plus de détails, voir Fiche technique et Distribution.
Un cri dans la nuit (Evil Angels en Australie et en Nouvelle-Zélande, A Cry In The Dark hors d'Australie) est un film de procès américano-australien réalisé par Fred Schepisi, sorti en 1988. 
Le film est inspiré de la disparition d'Azaria Chamberlain, fait-divers qui a eu lieu dans l'outback australien en 1980.

## Synopsis
1980, Lindy Chamberlain, une mère de famille, est accusée d'infanticide. D'après sa version, son bébé a été emporté par un dingo (chien sauvage australien) alors qu'elle campait avec sa famille et des amis. Très rapidement, la presse populaire s'empare de l'affaire qu'elle déforme, entraînant par le biais d'hypothèses stupides la condamnation du couple alors qu'il est totalement innocent.

## Fiche technique
- Titre : Un cri dans la nuit
- Titre original : Evil Angels en Australie et en Nouvelle-Zélande, et A Cry In The Dark hors d'Australie
- Réalisation : Fred Schepisi
- Scénario : Fred Schepisi et Robert Caswell, d'après le livre Evil Angels de John Bryson
- Musique : Bruce Smeaton
- Directeur de la photographie : Ian Baker
- Distribution : Warner Bros. Pictures (USA), Cannon Films (international)
- Pays :  Australie,  Royaume-Uni
- Genre : Drame
- Durée : 118 minutes
- Date de sortie en salles :
  -  Australie : 4 novembre 1988
  -  États-Unis : 11 novembre 1988
  -  France : 17 mai 1989

## Distribution
- Meryl Streep (VF : Elisabeth Wiener) : Lindy Chamberlain
- Sam Neill (VF : Hervé Bellon) : Michael Chamberlain
- Bruce Myles (VF : Jean-Pierre Leroux) : Ian Barker, Q.C.
- Neil Fitzpatrick (VF : Marcel Guido) : John Phillips, Q.C.
- Charles Tingwell (VF : Jean-Pierre Delage) : Justice James Muirhead
- Maurie Fields : Justice Denis Barritt
- Nick Tate (VF : Marc Cassot) : Det. Graeme Charlwood
- Lewis Fitz-Gerald : Stuart Tipple
- Steve Dodd

## Distinctions
- 1989 : Prix d'interprétation féminine du Festival de Cannes pour Meryl Streep.